# Andamanenboomekster
De andamanenboomekster (Dendrocitta bayleii) is een zangvogel uit de familie Corvidae (kraaien).

## Verspreiding en leefgebied
Deze soort is endemisch op de Andamanen, een eilandengroep in de Golf van Bengalen.

## Status
De grootte van de populatie is in 2016 geschat op 250-1000 volwassen vogels. Aangenomen wordt dat dit aantal verder daalt door habitatverlies. Op de Rode lijst van de IUCN heeft deze soort de status kwetsbaar.